# Hoofdklasse hockey heren 1982/83
Het seizoen 1982/83 is de 10de editie van de hoofdklasse waarin onder de KNHB-vlag om het landskampioenschap hockey werd gestreden.
In het voorgaande seizoen zijn Gron.Studs en Wageningen gedegradeerd. Hiervoor kwamen HDM en MOP in de plaats.
Klein Zwitserland werd landskampioen, nieuwkomer MOP en MEP degradeerden rechtstreeks.

## Eindstand
Na 22 speelronden was de eindstand:
| #  | Club              | GS | W  | G | V  | P  | DV       | DT       | DS  |
| -- | ----------------- | -- | -- | - | -- | -- | -------- | -------- | --- |
| 1  | Klein Zwitserland | 22 | 20 | 1 | 1  | 41 | 104 - 42 | 104 - 42 | +62 |
| 2  | Amsterdam         | 22 | 14 | 4 | 2  | 32 | 72 - 50  | 72 - 50  | +22 |
| 3  | Kampong           | 22 | 12 | 3 | 7  | 27 | 65 - 51  | 65 - 51  | +14 |
| 4  | HGC               | 22 | 11 | 4 | 7  | 26 | 54 - 38  | 54 - 38  | +16 |
| 5  | Bloemendaal       | 22 | 9  | 4 | 9  | 22 | 51 - 37  | 51 - 37  | +14 |
| 6  | Laren             | 22 | 10 | 2 | 10 | 22 | 48 - 50  | 48 - 50  | -2  |
| 7  | Oranje Zwart      | 22 | 8  | 4 | 10 | 20 | 47 - 51  | 47 - 51  | -4  |
| 8  | Tilburg           | 22 | 5  | 8 | 9  | 18 | 39 - 51  | 39 - 51  | -12 |
| 9  | Hattem            | 22 | 6  | 5 | 11 | 17 | 34 - 48  | 34 - 48  | -14 |
| 10 | HDM               | 22 | 6  | 5 | 11 | 17 | 44 - 58  | 44 - 58  | -14 |
| 11 | MEP               | 22 | 4  | 6 | 12 | 14 | 26 - 57  | 26 - 57  | -31 |
| 12 | MOP               | 22 | 1  | 4 | 17 | 6  | 29 - 80  | 29 - 80  | -51 |

### Legenda
| Afk.              | Betekenis                                                             |
| ----------------- | --------------------------------------------------------------------- |
| GS                | aantal gespeelde wedstrijden                                          |
| W                 | aantal gewonnen wedstrijden                                           |
| G                 | aantal gelijk gespeelde wedstrijden                                   |
| V                 | aantal verloren wedstrijden                                           |
| P                 | totaal aantal punten                                                  |
| DV                | aantal gemaakte doelpunten                                            |
| DT                | aantal doelpunten tegen                                               |
| DS                | doelsaldo                                                             |
| Klein Zwitserland | Landskampioen Klein Zwitserland plaatst zich voor de Europacup I 1984 |
| MOP               | MOP en MEP zijn rechtstreeks gedegradeerd                             |

Nederlands landskampioenschap:

1897/98 ·
1898/99 ·
1899/00 ·
1900/01 ·
1901/02 ·
1902/03 ·
1903/04 ·
1904/05 ·
1905/06 ·
1906/07 ·
1907/08 ·
1908/09 ·
1909/10 ·
1910/11 ·
1911/12 ·
1912/13 ·
1913/14 ·
1914/15 ·
1915/16 ·
1916/17 ·
1917/18 ·
1918/19 ·
1919/20 ·
1920/21 ·
1921/22 ·
1922/23 ·
1923/24 ·
1924/25 ·
1925/26 ·
1926/27 ·
1927/28 ·
1928/29 ·
1929/30 ·
1930/31 ·
1931/32 ·
1932/33 ·
1933/34 ·
1934/35 ·
1935/36 ·
1936/37 ·
1937/38 ·
1938/39 ·
1939/40 ·
1940/41 ·
1941/42 ·
1942/43 ·
1943/44 ·
1944/45 ·
1945/46 ·
1946/47 ·
1947/48 ·
1948/49 ·
1949/50 ·
1950/51 ·
1951/52 ·
1952/53 ·
1953/54 ·
1954/55 ·
1955/56 ·
1956/57 ·
1957/58 ·
1958/59 ·
1959/60 ·
1960/61 ·
1961/62 ·
1962/63 ·
1963/64 ·
1964/65 ·
1965/66 ·
1966/67 ·
1967/68 ·
1968/69 ·
1969/70 ·
1970/71 ·
1971/72 ·
1972/73
Hoofdklasse heren:

1973/74 · 
1974/75 · 
1975/76 · 
1976/77 · 
1977/78 · 
1978/79 · 
1979/80 · 
1980/81 · 
1981/82 · 
1982/83 · 
1983/84 · 
1984/85 · 
1985/86 · 
1986/87 · 
1987/88 · 
1988/89 · 
1989/90 · 
1990/91 · 
1991/92 · 
1992/93 · 
1993/94 · 
1994/95 · 
1995/96 · 
1996/97 · 
1997/98 · 
1998/99 · 
1999/00 · 
2000/01 · 
2001/02 · 
2002/03 · 
2003/04 · 
2004/05 · 
2005/06 · 
2006/07 · 
2007/08 · 
2008/09 · 
2009/10 · 
2010/11 · 
2011/12 · 
2012/13 ·
2013/14 ·
2014/15 ·
2015/16 ·
2016/17 ·
2017/18 ·
2018/19 ·
2019/20 ·
2020/21 ·
2021/22 ·
2022/23 ·
2023/24 ·
2024/25 ·
Nederlandse competities: Hoofdklasse (zaal) · Promotieklasse · Overgangsklasse · Eerste klasse · Tweede klasse · Derde klasse · Vierde klasse · Gold Cup · Silver Cup

Nederlands kampioenschap: Lijst van Nederlandse landskampioenen hockey · Lijst van Nederlandse landskampioenen zaalhockey

Europese competities: Euro Hockey League · Europacup I · Europa Cup II · Europacup zaalhockey